# Lemaus
|  | No s'ha de confondre amb Lemovices. |

Els lemaus (llatí: Lemavi) eren una tribu cèltica de la Gallaecia, pertanyent al convent jurídic de Lugo, el territori de la qual pot reduir-se a l'actual Terra de Lemos, al sud de la província de Lugo, Galícia.

## Cultura
Els lemaus pertanyien a la coneguda com a cultura dels castres, preromana de tall cèltic, caracteritzada entre altres coses per la construcció de nuclis anomenats castres, per trets artístics comuns, adoració dels fenòmens naturals i de deïtats pancéltiques com el Déu Lug, i desenvolupada al nord d'Hispània durant l'edat preromana.

## Reducció geogràfica
Els lemaus estan reduïts a la Terra de Lemos, ja que el nom del poble es va conservar a la comarca, en documents altmedievals, sota el nom de Lemavus o Lemabus.
Dactonium, la seva capital, va portar més dificultats a l'hora d'identificar la seva situació, encara que apareixia en mapes de l'alta edat mitjana com Castrum Actonium, que expressament indicaven que en aquella època es començava a denominar Pi, "Castrum actonium, quod dicitur Pinus" perquè el seu assentament se situa en la part alta de Monforte de Lemos, ocupada avui pel Monestir de San Vicente do Pino, avui convertit en Parador de Turisme, i el conjunt històric artístic que engloba la muralla i torre de l'homenatge, juntament amb les restes el palau dels Comtes de Lemos. S'ha polemitzat sobre la localització efectiva de l'assentament, a causa de l'existència de restes de castres en llocs propers com Castillón. Durant el 2007 excavacions en la faldilla de la muntanya, van deixar al descobert restes d'un castre i diversos vestigis preromans, la qual cosa va venir a reforçar la teoria que situaria l'assentament dels Lemaus en l'actual localització de San Vicente do Pino.

## Etimologia
El gentilici Lemavi està lligat a una arrel cèltica limos o lemos, "om". S'ha associat també amb l'arrel d'origen cèltic de la paraula gallega "Lama" (fang), que va portar a atorgar al topònim Lemos el significat de terra humida o fèrtil, que sembla coincidir amb el terreny altament argilós de la zona de Monforte de Lemos. No obstant, el topònim Lemos deriva directament de l'ètnic Lemavi i no d'una característica del terreny. Així, a través de tota la documentació medieval dels monestirs, es pot observar la següent evolució: Lémavos > Lémaos > Lémoos > Lemos.